# Gliese 36
Gliese 36 is een spectroscopische dubbelster van het type G8 en K0V, gelegen in het sterrenbeeld Walvis op 61,48 lichtjaar van de Zon. De ster heeft een relatieve snelheid ten opzichte van de zon van 48,2 km/s.